# توني شمدير
توني شمدير أو شمادير (بالإنجليزية: Toni Schmader)‏ أستاذة ورئيسة قسم أبحاث كندا في علم النفس الاجتماعي في جامعة كولومبيا البريطانية. تم تعيين شمدير كرئيسة أبحاث كندا في علم النفس الاجتماعي في عام 2010، حيث تلقت تمويلًا «لبحث التفاعل بين الصور النمطية السلبية واحترام الذات والعاطفة والتحفيز والأداء».